# Campion A.F.C.

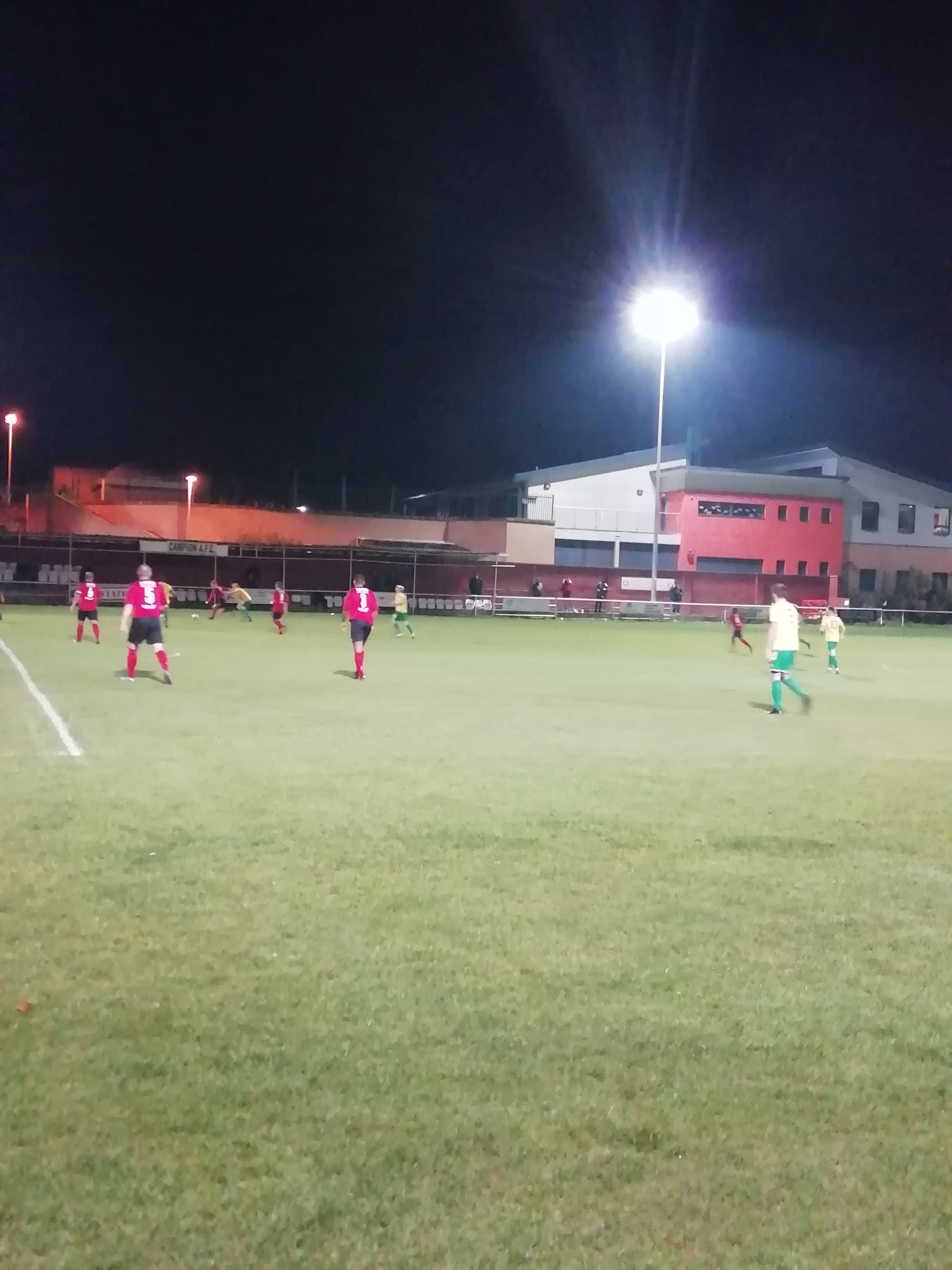
Scotchman Road, sân nhà của câu lạc bộ.

Campion AFC là một câu lạc bộ bóng đá có trụ sở tại Manningham thuộc Bradford, West Yorkshire, Anh. Đội bóng hiện thi đấu tại Northern Counties East League Premier Division và có sân nhà ở Scotchman Road.

## Danh hiệu
- West Riding County Amateur League
  - Nhà vô địch Division One mùa giải 1992–93
  - Nhà vô địch Division Two mùa giải 1989–90
  - Nhà vô địch Premier Division Cup các mùa giải 2003–04, 2005–06, 2006–07, 2007–08
  - Nhà vô địch Division One Cup các mùa giải 1992–93, 1997–98
  - Nhà vô địch Division Two Cup mùa giải 1989–90
- Red Triangle League
  - Nhà vô địch Premier Division Cup mùa giải 1979–80
- West Riding Challenge Cup
  - Nhà vô địch mùa giải 2006–07[2]
- West Riding Charity Shield
  - Nhà vô địch mùa giải 2006–07[2]
- Bradford & District FA Cup
  - Nhà vô địch các mùa giải 2000–01, 2009–10, 2011–12, 2015–16[2] 2016–17